# Werner Brunkow
Werner Brunkow, född på 1200-talet, död mellan 1290–1300, var en svensk riddare och riksråd.

## Biografi
Werner Brunkow nämns första gången 1279. Han var riddare 1286 och riksråd 1288. Werner Brunkow avled mellan 3 december 1290 och 15 februari 1300.

### Egendom
Werner Brunkow ägde Ekeby i Fogdö socken som han sålde 1279.

### Familj
Werner Brunkow gifte sig troligen med Elofsdotter. De fick tillsammans barnen nunnan Cecilia Brunkow i Riseberga kloster, Elof Brunkow och riddaren, riksrådet Johan Brunkow.